# Idaea scintillularia
Idaea scintillularia är en fjärilsart som beskrevs av George Duryea Hulst 1888. Idaea scintillularia ingår i släktet Idaea och familjen mätare. Inga underarter finns listade i Catalogue of Life.